# Yponomeutoidea
Super-famille
Les Yponomeutoidea sont une super-famille d'insectes de l'ordre des Lépidoptères (papillons).
Elle a été décrite par le zoologiste britannique James Francis Stephens en 1829.

## Liste des familles
À la suite d'études de phylogénétique moléculaire, les Yponomeutoidea regroupent les onze familles suivantes :
- Yponomeutidae Stephens, 1829
- Ypsolophidae Guenée, 1845
- Plutellidae Guenée, 1845
- Glyphipterigidae Stainton, 1854 (inclut les ex-Acrolepiidae)
- Argyresthiidae Bruand, 1850
- Lyonetiidae Stainton, 1854
- Attevidae Mosher, 1916
- Praydidae Moriuti, 1977
- Heliodinidae Heinemann & Wocke, 1876
- Bedelliidae Meyrick, 1880
- Scythropiidae Friese, 1966